# Muhamed Mejlija
Šejh Muhamed Mejlija (poznat i kao šejh Hadži Mejli-baba) (? - 1854.), bosanskohercegovački je teolog tursko-arapskog podrijetla, šejh nakšibendijskog tarikata.

## Životopis
Datum rođenja Muhameda Mejlije nije poznat. O većini podataka iz njegovog života zna se na osnovu usmenih predaja. Obiteljska tradicija kaže da je Muhamed Mejlija došao iz Kasriarifana, mjesta na granici Turske i Sirije. Međutim, postoji istoimeno mjesto i u Uzbekistanu, odakle potiče i osnivač nakšibendijskog tarikata. Prije nego što je postavljen za šejha tekije u Vukeljićima kod šejh Abdurahman Sirrije na Oglavku je proveo 17 godina, tako da se računa da je u Bosnu došao oko 1820. godine. Zanimljivo je uzeti u obzir, da dok je šejh Sirrija bio šejh u svojoj Tekiji na Oglavku, neko vrijeme nije bilo šejha u Tekiji u Vukeljićima, a da je kao vekil vodio sve obveze šejh Husein-babe Lutfullah. Mejlija je imao tu čast da mu je šejh Sirrija predao post i tekiju svoga šejha Husein-babe Zukića i počasno mjesto u glavnoj tekiji u Vukeljićima 1837. – 1838. godine. 
Muhamed Mejlija je oženio šejh Husein-babinu unuku, kćerku derviša Luftullaha, Hanifu, koja mu je rodila dva sina: Husejna i Hasana i dvije kćerke: Elifu i još jednu. Muhamed Mejlija je bio potomak poslanika Muhameda. Jedan od tih znakova je bio njegov bijeli šejhovski tadž (kapa), što prema nakšibendijskom tarikatu nose samo šejhovi koji su potomci Muhameda. Mejlija se smatra zečetnikom obitelji Hadžimejlić.

## Vanjske poveznice
- Šejh Mejli-baba